# Moyuta (volcan)
Pour l’article homonyme, voir Moyuta.
Le Moyuta est un volcan du Guatemala.